# Empoasca racina
Empoasca racina är en insektsart som beskrevs av Delong och Liles 1956. Empoasca racina ingår i släktet Empoasca och familjen dvärgstritar. Inga underarter finns listade i Catalogue of Life.